# Бушуєвське сільське поселення
Бушу́євське сільське поселення (рос. Бушуевское сельское поселение) — муніципальне утворення у складі Юргінського району Тюменської області, Росія.
Адміністративний центр та єдиний населений пункт — село Бушуєво.

## Історія
2004 року був ліквідований присілок Хмельовка.

## Населення
Населення — 479 осіб (2020; 472 у 2018, 533 у 2010, 636 у 2002).

## Склад
До складу поселення входять такі населені пункти:
| Населений пункт     | Населення, осіб (2002) | Населення, осіб (2010) |
| ------------------- | ---------------------- | ---------------------- |
| Бушуєво, село       | 636                    | 533                    |
| Хмельовка, присілок | 0                      | -                      |